# Drita Ziri
Drita Ziri (sinh ngày 26 tháng 5 năm 2005) là một hoa hậu, người mẫu và MC đến từ Albania. Cô đăng quang Hoa hậu Trái Đất 2023 tại Thành phố Hồ Chí Minh, Việt Nam và trở thành người Albania đầu tiên đăng quang tại Tứ đại Hoa hậu. Cô cũng là người trẻ tuổi nhất ở thời điểm chiến thắng cuộc thi.

## Các cuộc thi sắc đẹp

### Hoa hậu Albania 2022
Ziri tham gia và đăng quang Hoa hậu Albania 2022 vào ngày 3 tháng 7 tại Himarë. Cô được trao vương miện bởi người tiền nhiệm là Anxhela Peristeri, giành quyền đại diện Albania tại cuộc thi Hoa hậu Hoàn cầu 2022.

### Hoa hậu Hoàn cầu 2022
Ziri tham gia cuộc thi và giành danh hiệu Á hậu 2, đồng thời thắng hai giải thưởng phụ là Trình diễn áo tắm đẹp nhất và Hoa hậu Ảnh.

### Hoa hậu Trái Đất 2023
Ziri được chỉ định tiếp tục trở thành đại diện cho Albania tại cuộc thi Hoa hậu Trái Đất 2023 tại Việt Nam và xuất sắc giành ngôi vị cao nhất. Đăng quang ở tuổi 18, cô trở thành người trẻ tuổi nhất giành chiến thắng trong lịch sử cuộc thi, phá kỷ lục của Hoa hậu Trái Đất 2001 Catharina Svensson đến từ Đan Mạch đăng quang lúc 19 tuổi.